# Twinkle Twinkle
TWINKLE TWINKLE – singel południowokoreańskiej grupy Secret, wydany 13 czerwca 2012 roku w Japonii. Osiągnął 16 pozycję na liście Oricon i pozostał na niej przez 4 tygodnie, sprzedał się w nakładzie 8022 egzemplarzy.
Jest to czwarty japoński singel wydany przez zespół. Utwór tytułowy został użyty jako ending spin-offu serii anime Naruto – Naruto SD: Rock Lee and his Ninja Pals emitowanym w TV Tokyo.

## Lista utworów

### Edycja regularna
| Nr | Tytuł             | Słowa                                | Kompozycja   | Aranżacja | Czas |
| -- | ----------------- | ------------------------------------ | ------------ | --------- | ---- |
| 1. | "TWINKLE TWINKLE" | Junji Ishiwatari                     | Hans W.      |           | 3:20 |
| 2. | "First Kiss"      | Junji Ishiwatari, INOO, Park Soo-suk | Park Soo-suk |           | 3:59 |

### Edycja limitowana A
Edycja zawierała, dodatkowo wersję anime utworu TWINKLE TWINKLE.
| Nr | Tytuł                             | Czas |
| -- | --------------------------------- | ---- |
| 1. | "TWINKLE TWINKLE"                 |      |
| 2. | "First Kiss"                      |      |
| 3. | "TWINKLE TWINKLE" (Rock Lee ver.) |      |

### Edycja limitowana B
Edycja zawierała, oprócz płyty CD, dodatkowo DVD.
| Nr | Tytuł                                          | Czas |
| -- | ---------------------------------------------- | ---- |
| 1. | "TWINKLE TWINKLE MV" (Music video)             |      |
| 1. | "TWINKLE TWINKLE MV" (Music video - Making of) |      |

## Twórcy i personel
Opracowano na podstawie wkładki muzycznej płyty CD:
- Kim Tae-sung – producent wykonawczy, współproducent
- Song Ji-eun – wokal
- Han Sun-hwa – wokal
- Jeon Hyo-sung – wokal
- Jung Ha-na – wokal

## Notowania
| Lista                       | Pozycja |
| --------------------------- | ------- |
| Oricon Daily Singles Chart  | 11      |
| Oricon Weekly Singles Chart | 16      |
| Billboard Japan Hot 100     | 63      |